# Florida State Road 112
Die Florida State Road 112 ist eine State Route im US-Bundesstaat Florida, deren Westabschnitt lokal auch als Airport Expressway bekannt und fast vollständig autobahnähnlich ausgebaut ist. Sie führt auf einer Länge von gut 15 Kilometern von Miami nach Miami Beach innerhalb des Miami-Dade County. Der Ostabschnitt der Schnellstraße wird auch als Interstate 195 bezeichnet. Die Straße wird von der Miami-Dade Expressway Authority betrieben.

## Streckenverlauf

Die SR 112 beginnt etwa 1 km nördlich der Hauptzufahrt zum Flughafen Miami an der Stelle, an der der U.S. Highway 27 auf die State Roads 948 und 953 trifft. Von hier aus kreuzt die Straße zuerst die State Road 9, bevor sie an einem Autobahnkreuz auf die Interstate 95 trifft. Hier endet die Bezeichnung der Straße als Airport Expressway. Weiter in östlicher Richtung kreuzt die Straße (zusätzlich) als Interstate 195 den U.S. Highway 1, bevor sie über den Julia Tuttle Causeway bis nach Miami Beach führt. Dort trifft sie zuerst auf die State Road 907 und danach auf die State Road A1A, um schließlich wenige Meter später in einer Sackgasse am Boardwalk von Miami Beach zu enden. Bereits an der SR 907, rund 1,5 km vor ihrem Ende, endet ihr autobahnähnlich ausgebauter Zustand und geht in eine durch jűdische Geschäfte und Einrichtungen geprägte Einkaufsstraße (41st Street/Arthur Godfrey Road) über.

### Maut
Für den ostwärts verlaufenden Verkehr ist der Abschnitt zwischen der State Road 9 und der Interstate 95 mautpflichtig. Dabei muss eine Gebühr von $1,25 ($1,00 mit SunPass) entrichtet werden. Die Nutzung der nach Westen verlaufenden Fahrbahn ist kostenfrei.

## Geschichte
Die ersten Bauarbeiten an der zuerst 36th Street Tollway genannten Schnellstraße begannen 1959. Am 23. Dezember konnte die Straße von Miami Beach bis nach Miami zur Kreuzung mit U.S. 27, SR 948 und SR 953 dem Verkehr übergeben werden. 1990 wurde die Verlängerung bis zur unmittelbaren Flughafenzufahrt auf Höhe der NW 21st Street erbaut.